# Ermita de San Cristóbal (Oveix)

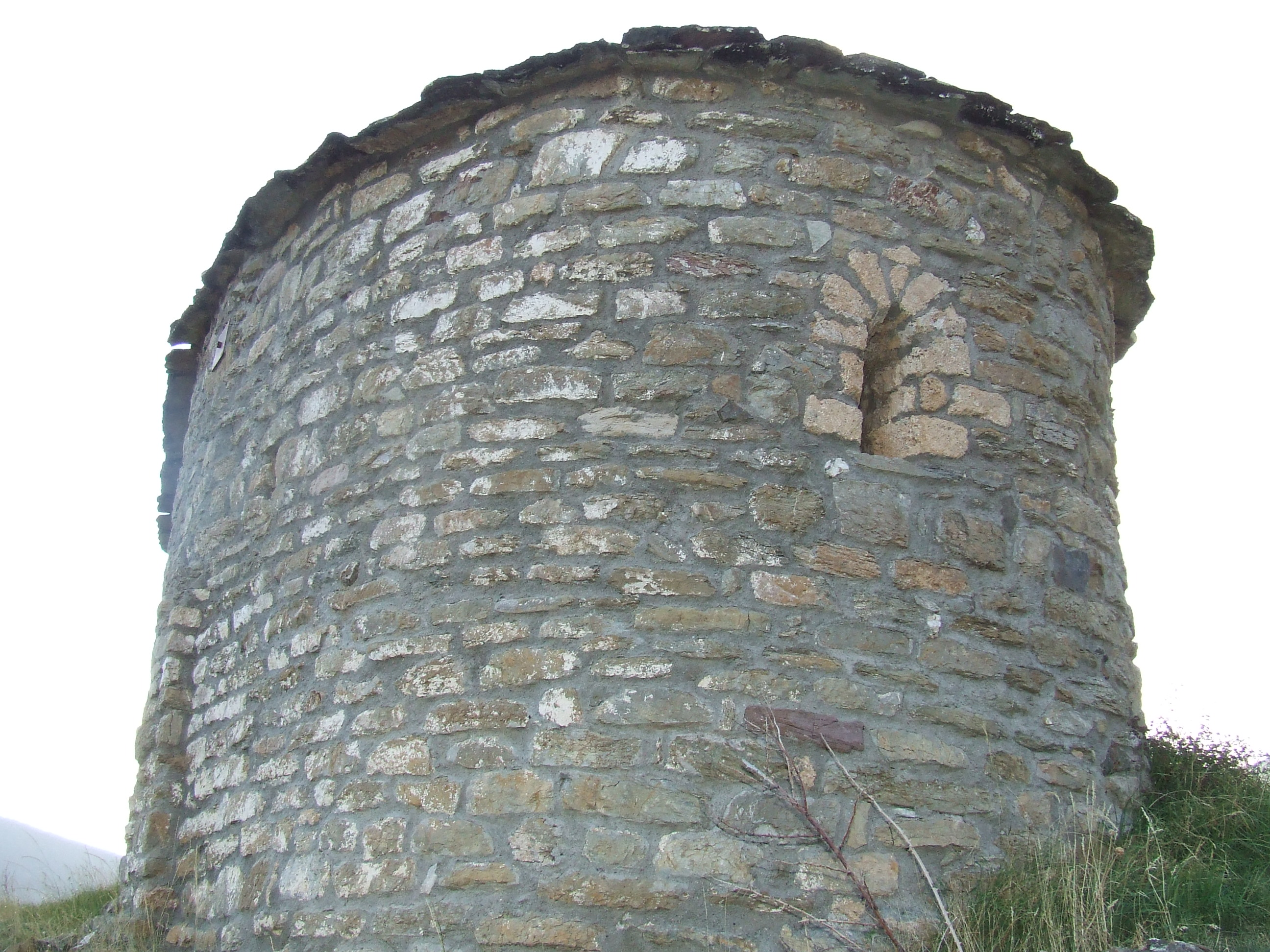
Ábside exterior de la iglesia.

La ermita de San Cristóbal o San Cristau está en el término municipal de La Torre de Cabdella, en la comarca del Pallars Jussá de la provincia de Lérida.
Esta ermita se encuentra sobre el Serrat de les Cabanes, a unos 20 metros al norte de la carretera que conduce a Oveix (pueblo al que pertenece) pasando por Astell. Se encuentra a menos de 500 metros al este-noreste del pueblo.
Estos dos pueblos mencionados, además de Aguiró, más elevado en el mismo lugar, tienen la ermita de Sant Cristau como propia y celebraban un encuentro conjunto.
Es una ermita románica sobre la que no hay ningún tipo de documentación, pero que por su fábrica se puede datar en el siglo XIII, un momento ya tardío, dentro del románico. San Cristau es una iglesia muy sencilla, de una sola nave con el ábside a levante. El ábside es igual de ancho que la nave, y se abre sin ningún tipo de transición. La puerta está situada a poniente, y tenía un porche para proteger la entrada de los vientos, frecuentes en este lugar.
Fue totalmente restaurada en los años ochenta (del siglo XX).